# Compsacris pulcher
Compsacris pulcher är en insektsart som beskrevs av Bolívar, I. 1890. Compsacris pulcher ingår i släktet Compsacris och familjen gräshoppor. Inga underarter finns listade i Catalogue of Life.